# Беккер, Ганс
Ганс Беккер (нем. Hans Becker; 12 мая 1860, Страсбург — 1 мая 1917, Лейпциг) — немецкий скрипач. Сын Жана Беккера, брат Хуго Беккера и Жанны Беккер.

## Биография
Учился у своего отца, в юности играл на альте в семейном фортепианном квартете под его руководством. Занимался также у Эдмунда Зингера и Йозефа Иоахима. В 1885—1891 годах играл вторую скрипку в струнном квартете Адольфа Бродского.
С 1886 года — профессор скрипки Лейпцигской консерватории. Среди его учеников, в частности, Хулиан Каррильо, Луис Персинджер, Александр Шайхет и Фердинанд Шефер.